# Elecciones al Senado de los Estados Unidos de 2020
Las elecciones al Senado de los Estados Unidos de 2020 se llevaron a cabo el 3 de noviembre de 2020, con los 33 escaños de Clase 2 del Senado que se disputaron en elecciones regulares. Los ganadores se eligen para períodos de seis años que se extienden desde el 3 de enero de 2021 hasta el 3 de enero de 2027. Además, hay dos elecciones especiales: una en Arizona para llenar la vacante creada por la muerte de John McCain en 2018, y otra en Georgia, por el retiro de John Isakson en diciembre de 2019.
En 2014, las últimas elecciones regularmente programadas para escaños en el Senado Clase 2, los republicanos lograron nueve escaños más que los demócratas y obtuvieron la mayoría en el Senado. Los republicanos defendieron esa mayoría en 2016 y 2018, y ocuparon 53 escaños en el Senado después de las elecciones de 2018. Los demócratas ocuparon 45 escaños después de las elecciones de 2018, mientras que los independientes reunidos con el Partido Demócrata tuvieron dos escaños.
Incluyendo la elección especial en Arizona y Georgia, los republicanos defenderán 23 escaños en 2020, mientras que el Partido Demócrata defenderá 12 escaños. Debido a que el Vicepresidente de los Estados Unidos tiene el poder de romper lazos en el Senado, la mayoría del Senado requiere 51 escaños del Senado sin control de la vicepresidencia o 50 escaños con el control de la vicepresidencia. Por lo tanto, suponiendo que los dos independientes continúen reuniéndose con el Caucus Demócrata del Senado, los demócratas tendrán que obtener al menos tres escaños en el Senado para obtener la mayoría. Si un republicano es elegido como vicepresidente en las elecciones de 2020, entonces el Partido Demócrata tendrá que obtener al menos cuatro escaños en el Senado para obtener la mayoría.

## Predicciones
- "competitivo": no hay ventaja
- "inclinándose": ventaja que no es tanta como "pequeña ventaja"
- "pequeña ventaja": ligera ventaja
- "probable" o "favorecido": ventaja significante pero remontable (*calificación más alta dada por Fox News)
- "seguro" o "sólido": victoria segura

| Estado                      | PVI   | Actualmente en el cargo | Resultado previo          | Cook Political Report 29 de octubre de 2020 | Inside Elections 28 de octubre de 2020 | Sabato's Crystal Ball 2 de noviembre de 2020 | 270toWin 2 de noviembre de 2020 | Político 2 de noviembre de 2020 |
| --------------------------- | ----- | ----------------------- | ------------------------- | ------------------------------------------- | -------------------------------------- | -------------------------------------------- | ------------------------------- | ------------------------------- |
| Alabama                     | R+14  | Doug Jones              | 50.0%                     | Pequeña ventaja (volteado)                  | Pequeña ventaja (volteado)             | Probable (volteado)                          | Pequeña ventaja (volteado)      | Pequeña ventaja (volteado)      |
| Alaska                      | R+9   | Dan Sullivan            | 48.0%                     | Pequeña ventaja                             | Pequeña ventaja                        | Pequeña ventaja                              | Pequeña ventaja                 | Pequeña ventaja                 |
| Arizona (elección especial) | R+5   | Martha McSally          | Apuntada al cargo en 2019 | Pequeña ventaja (volteado)                  | Inclinándose (volteado)                | Pequeña ventaja (volteado)                   | Pequeña ventaja (volteado)      | Pequeña ventaja (volteado)      |
| Arkansas                    | R+15  | Tom Cotton              | 56.5%                     | Sólido                                      | Sólido                                 | Sólido                                       | Sólido                          | Sólido                          |
| Carolina del Norte          | R+3   | Thom Tillis             | 48.8%                     | Competitivo                                 | Inclinándose (volteado)                | Pequeña ventaja (volteado)                   | Pequeña ventaja (volteado)      | Competitivo                     |
| Carolina del Sur            | R+8   | Lindsey Graham          | 55.3%                     | Competitivo                                 | Inclinándose                           | Pequeña ventaja                              | Pequeña ventaja                 | Pequeña ventaja                 |
| Colorado                    | D+1   | Cory Gardner            | 48.2%                     | Pequeña ventaja (volteado)                  | Pequeña ventaja (volteado)             | Probable (volteado)                          | Pequeña ventaja (volteado)      | Pequeña ventaja (volteado)      |
| Dakota del Sur              | R+14  | Mike Rounds             | 50.4%                     | Sólido                                      | Sólido                                 | Sólido                                       | Sólido                          | Sólido                          |
| Delaware                    | D+6   | Chris Coons             | 55.8%                     | Sólido                                      | Sólido                                 | Sólido                                       | Sólido                          | Sólido                          |
| Georgia                     | R+5   | David Perdue            | 52.9%                     | Competitivo                                 | Competitivo                            | Competitivo                                  | Competitivo                     | Competitivo                     |
| Georgia (elección especial) | R+5   | Kelly Loeffler          | Apuntada al cargo en 2019 | Competitivo                                 | Inclinándose                           | Competitivo                                  | Competitivo                     | Pequeña ventaja                 |
| Idaho                       | R+19  | Jim Risch               | 65.3%                     | Sólido                                      | Sólido                                 | Sólido                                       | Sólido                          | Sólido                          |
| Illinois                    | D+7   | Dick Durbin             | 55.8%                     | Sólido                                      | Sólido                                 | Sólido                                       | Sólido                          | Sólido                          |
| Iowa                        | R+3   | Joni Ernst              | 52.1%                     | Competitivo                                 | Competitivo                            | Pequeña ventaja                              | Competitivo                     | Competitivo                     |
| Kansas                      | R+13  | Pat Roberts             | 53.1%                     | Pequeña ventaja                             | Inclinándose                           | Pequeña ventaja                              | Pequeña ventaja                 | Pequeña ventaja                 |
| Kentucky                    | R+15  | Mitch McConnell         | 56.2%                     | Probable                                    | Sólido                                 | Probable                                     | Probable                        | Probable                        |
| Louisiana                   | R+11  | Bill Cassidy            | 55.9%                     | Sólido                                      | Sólido                                 | Sólido                                       | Sólido                          | Sólido                          |
| Maine                       | D+3   | Susan Collins           | 68.5%                     | Competitivo                                 | Inclinándose (volteado)                | Pequeña ventaja (volteado)                   | Competitivo                     | Competitivo                     |
| Massachusetts               | D+12  | Ed Markey               | 61.9%                     | Sólido                                      | Sólido                                 | Sólido                                       | Sólido                          | Sólido                          |
| Míchigan                    | D+1   | Gary Peters             | 54.6%                     | Pequeña ventaja                             | Pequeña ventaja                        | Pequeña ventaja                              | Pequeña ventaja                 | Pequeña ventaja                 |
| Minnesota                   | D+1   | Tina Smith              | 53.0%                     | Sólido                                      | Sólido                                 | Probable                                     | Probable                        | Probable                        |
| Misisipi                    | R+9   | Cindy Hyde-Smith        | 53.6%                     | Probable                                    | Sólido                                 | Probable                                     | Probable                        | Probable                        |
| Montana                     | R+11  | Steve Daines            | 57.9%                     | Competitivo                                 | Competitivo                            | Pequeña ventaja                              | Competitivo                     | Competitivo                     |
| Nebraska                    | R+14  | Ben Sasse               | 64.5%                     | Sólido                                      | Sólido                                 | Sólido                                       | Sólido                          | Sólido                          |
| Nueva Jersey                | D+7   | Cory Booker             | 55.8%                     | Sólido                                      | Sólido                                 | Sólido                                       | Sólido                          | Sólido                          |
| Nuevo Hampshire             | Igual | Jeanne Shaheen          | 51.5%                     | Sólido                                      | Sólido                                 | Probable                                     | Probable                        | Probable                        |
| Nuevo México                | D+3   | Tom Udall               | 55.6%                     | Sólido                                      | Sólido                                 | Probable                                     | Probable                        | Probable                        |
| Oklahoma                    | R+20  | Jim Inhofe              | 68.0%                     | Sólido                                      | Sólido                                 | Sólido                                       | Sólido                          | Sólido                          |
| Oregón                      | D+5   | Jeff Merkley            | 55.7%                     | Sólido                                      | Sólido                                 | Sólido                                       | Sólido                          | Sólido                          |
| Rhode Island                | D+10  | Jack Reed               | 70.6%                     | Sólido                                      | Sólido                                 | Sólido                                       | Sólido                          | Sólido                          |
| Tennessee                   | R+14  | Lamar Alexander         | 61.9%                     | Sólido                                      | Sólido                                 | Sólido                                       | Sólido                          | Sólido                          |
| Texas                       | R+8   | John Cornyn             | 61.6%                     | Pequeña ventaja                             | Pequeña ventaja                        | Pequeña ventaja                              | Pequeña ventaja                 | Pequeña ventaja                 |
| Virginia                    | D+1   | Mark Warner             | 49.9%                     | Sólido                                      | Sólido                                 | Sólido                                       | Sólido                          | Sólido                          |
| Virginia Occidental         | R+19  | Shelley Moore Capito    | 62.1%                     | Sólido                                      | Sólido                                 | Sólido                                       | Sólido                          | Sólido                          |
| Wyoming                     | R+25  | Mike Enzi               | 72.2%                     | Sólido                                      | Sólido                                 | Sólido                                       | Sólido                          | Sólido                          |

## Cambios en los senadores

### Titulares retirados
Un demócrata y tres republicanos se retiraron en lugar de buscar la reelección.
| Estado       | Senador         | Senador     | Sustituido por | Sustituido por |
| Estado       | Nombre          | Partido     | Nombre         | Partido        |
| ------------ | --------------- | ----------- | -------------- | -------------- |
| Kansas       | Pat Roberts     | Republicano | Roger Marshall | Republicano    |
| Nuevo México | Tom Udall       | Demócrata   | Ben Ray Luján  | Demócrata      |
| Tennessee    | Lamar Alexander | Republicano | Bill Hagerty   | Republicano    |
| Wyoming      | Mike Enzi       | Republicano | Cynthia Lummis | Republicano    |

### Titulares que perdieron
Un demócrata y dos republicanos buscaron la reelección, pero perdieron en las elecciones generales, que incluyeron a dos designados interinos que también buscaron la elección para terminar el mandato.
| Estado             | Senador        | Senador     | Sustituido por    | Sustituido por |
| Estado             | Nombre         | Partido     | Nombre            | Partido        |
| ------------------ | -------------- | ----------- | ----------------- | -------------- |
| Alabama            | Doug Jones     | Demócrata   | Tommy Tuberville  | Republicano    |
| Arizona (especial) | Martha McSally | Republicano | Mark Kelly        | Demócrata      |
| Colorado           | Cory Gardner   | Republicano | John Hickenlooper | Demócrata      |
| Georgia            | David Perdue   | Republicano | Jon Ossoff        | Demócrata      |
| Georgia (especial) | Kelly Loeffler | Republicano | Raphael Warnock   | Demócrata      |

## Resultados
|  | 60.1 % |

|  | 39.7 % |

|  | 0.17 % |

|  | 53.90 % |

|  | 41.19 % |

|  | 4.91 % |

|  | 48.81 % |

|  | 51.16 % |

|  | 0.03 % |

|  | 66.53 % |

|  | 33.47 % |

|  | 48.69 % |

|  | 46.94 % |

|  | 4.37 % |

|  | 54.5 % |

|  | 44.2 % |

|  | 1.39 % |

|  | 44.18 % |

|  | 53.50 % |

|  | 2.32 % |

|  | 65.7 % |

|  | 34.2 % |

|  | 37.9 % |

|  | 59.4 % |

|  | 2.7 % |

|  | 49.73 % |

|  | 47.95 % |

|  | 2.32 % |

|  | 49.38 % |

|  | 50.62 % |

|  | 49.37 % |

|  | 48.4 % |

|  | 2.24 % |

|  | 48.96 % |

|  | 51.04 % |

|  | 62.62 % |

|  | 33.25 % |

|  | 4.13 % |

|  | 38.87 % |

|  | 54.93 % |

|  | 6.2 % |

|  | 51.74 % |

|  | 45.15 % |

|  | 3.11 % |

|  | 53.22 % |

|  | 41.79 % |

|  | 4.99 % |

|  | 57.76 % |

|  | 38.23 % |

|  | 4.01 % |

|  | 61.2 % |

|  | 35.3 % |

|  | 3.5 % |

|  | 50.98 % |

|  | 42.39 % |

|  | 6.63 % |

|  | 33.05 % |

|  | 66.15 % |

|  | 0.8 % |

|  | 48.22 % |

|  | 49.90 % |

|  | 1.88 % |

|  | 43.50 % |

|  | 48.74 % |

|  | 7.76 % |

|  | 54.10 % |

|  | 44.13 % |

|  | 1.7 % |

|  | 55.0 % |

|  | 45.0 % |

|  | 62.74 % |

|  | 30.71 % |

|  | 6.55 % |

|  | 40.92 % |

|  | 57.23 % |

|  | 1.85 % |

|  | 40.99 % |

|  | 56.63 % |

|  | 2.38 % |

|  | 45.62 % |

|  | 51.73 % |

|  | 2.65 % |

|  | 62.9 % |

|  | 32.8 % |

|  | 4.3 % |

|  | 39.32 % |

|  | 56.91 % |

|  | 3.77 % |

|  | 33.35 % |

|  | 66.48 % |

|  | 0.17 % |

|  | 62.20 % |

|  | 35.16 % |

|  | 2.68 % |

|  | 53.51 % |

|  | 43.87 % |

|  | 2.62 % |

|  | 43.91 % |

|  | 55.99 % |

|  | 0.10 % |

|  | 70.28 % |

|  | 27.0 % |

|  | 2.72 % |

|  | 72.85 % |

|  | 26.76 % |

|  | 0.39 % |

### Elecciones más ajustadas
Diez elecciones tuvieron un margen de victoria inferior al 10%:
| Estado             | Partido del ganador  | Margen |
| ------------------ | -------------------- | ------ |
| Georgia            | Demócrata (Ganancia) | 1.23%  |
| Míchigan           | Demócrata            | 1.68%  |
| Carolina del Norte | Republicano          | 1.75%  |
| Georgia (especial) | Demócrata (Ganancia) | 2.09%  |
| Arizona (especial) | Demócrata (Ganancia) | 2.35%  |
| Minnesota          | Demócrata            | 5.24%  |
| Nuevo México       | Demócrata            | 6.11%  |
| Iowa               | Republicano          | 6.59%  |
| Maine              | Republicano          | 8.59%  |
| Colorado           | Demócrata (Ganancia) | 9.32%  |
| Texas              | Republicano          | 9.64%  |
| Misisipi           | Republicano          | 9.97%  |

## Alabama
|  | 60.1 % |

|  | 39.7 % |

## Alaska
|  | 53.90 % |

|  | 41.19 % |

|  | 4.74 % |

## Arizona (especial)
|  | 51.16 % |

|  | 48.81 % |

## Arkansas
|  | 66.53 % |

|  | 33.47 % |

## Carolina del Norte
|  | 48.69 % |

|  | 46.94 % |

|  | 3.13 % |

|  | 1.24 % |

## Carolina del Sur
|  | 54.5 % |

|  | 44.2 % |

|  | 1.3 % |

## Colorado
|  | 53.50 % |

|  | 44.18 % |

|  | 1.74 % |

|  | 0.30 % |

|  | 0.28 % |

## Dakota del Sur
|  | 65.7 % |

|  | 34.2 % |

## Delaware
|  | 59.4 % |

|  | 37.9 % |

|  | 1.6 % |

|  | 1.1 % |

## Georgia

### Primera vuelta
|  | 49.73 % |

|  | 47.95 % |

|  | 2.32 % |

### Segunda vuelta
|  | 50.62 % |

|  | 49.38 % |

## Georgia (especial)

### Primera vuelta
|  | 32.90 % |

|  | 25.91 % |

|  | 19.95 % |

|  | 6.60 % |

|  | 2.77 % |

|  | 2.17 % |

|  | 1.92 % |

|  | 1.05 % |

|  | 0.91 % |

|  | 0.90 % |

|  | 0.82 % |

|  | 0.74 % |

|  | 0.72 % |

|  | 0.58 % |

|  | 0.54 % |

|  | 0.37 % |

|  | 0.31 % |

|  | 0.30 % |

|  | 0.27 % |

|  | 0.27 % |

### Segunda vuelta
|  | 51.04 % |

|  | 48.96 % |

## Idaho
|  | 62.62 % |

|  | 33.25 % |

|  | 2.95 % |

|  | 1.18 % |

## Illinois
|  | 54.93 % |

|  | 38.87 % |

|  | 1.27 % |

|  | 0.95 % |

## Iowa
|  | 51.74 % |

|  | 45.15 % |

|  | 2.21 % |

|  | 0.83 % |

## Kansas
|  | 53.22 % |

|  | 41.79 % |

|  | 4.99 % |

## Kentucky
|  | 57.76 % |

|  | 38.23 % |

|  | 4.0 % |

## Luisiana
Hay muchos candidatos en este elección, incluso a muchos candidatos Demócratos. El candidato con más apoyo demócrato es el alcalde de Shreveport, Adrian Perkins.
|  | 59.3 % |

|  | 19.0 % |

|  | 11.1 % |

|  | 2.7 % |

|  | 1.9 % |

|  | 1.8 % |

|  | 0.8 % |

## Maine
|  | 50.98 % |

|  | 42.39 % |

|  | 4.95 % |

|  | 1.65 % |

## Massachusetts
|  | 66.15 % |

|  | 33.05 % |

## Míchigan
|  | 49.90 % |

|  | 48.22 % |

|  | 0.72 % |

## Minesota
|  | 48.74 % |

|  | 43.50 % |

|  | 5.91 % |

|  | 1.78 % |

## Mississippi
|  | 54.10 % |

|  | 44.13 % |

|  | 1.7 % |

## Montana
|  | 55.0 % |

|  | 45.0 % |

## Nebraska
|  | 62.74 % |

|  | 24.43 % |

|  | 5.93 % |

## Nueva Jersey
|  | 57.23 % |

|  | 40.92 % |

|  | 0.86 % |

|  | 0.73 % |

|  | 0.26 % |

## Nuevo Hampshire
|  | 56.63 % |

|  | 40.99 % |

|  | 2.32 % |

## Nuevo México
|  | 51.73 % |

|  | 45.62 % |

|  | 2.65 % |

## Oklahoma
|  | 62.9 % |

|  | 32.8 % |

|  | 2.2 % |

|  | 1.4 % |

|  | 0.7 % |

## Oregón
|  | 56.91 % |

|  | 39.32 % |

|  | 1.82 % |

## Rhode Island
|  | 66.48 % |

|  | 33.35 % |

## Tennessee
|  | 62.20 % |

|  | 35.16 % |

|  | 0.56 % |

|  | 0.36 % |

|  | 0.32 % |

|  | 0.30 % |

|  | 0.29 % |

|  | 0.23 % |

|  | 0.16 % |

|  | 0.14 % |

## Texas
|  | 53.51 % |

|  | 43.87 % |

|  | 1.88 % |

|  | 0.73 % |

|  | 0.01 % |

## Virginia
|  | 55.99 % |

|  | 43.91 % |

## Virginia Occidental
|  | 70.28 % |

|  | 27.00 % |

|  | 2.72 % |

## Wyoming
|  | 72.85 % |

|  | 26.76 % |